# البانجلز (فريق روك)
البانجلز (بالإنجليزية: The Bangles)‏ فريق بوب روك أمريكي من الإناث، تشكل في لوس أنجلوس بولاية كاليفورنيا، عام 1981. سجل الفريق العديد من الأغاني الفردية التي وصلت إلى المراكز العشرة الأولى في الولايات المتحدة خلال الثمانينيات.

## أعضاء الفريق
تتألف التشكيلة الأصلية للفريق من الأعضاء المؤسسين:
سوزانا هوفس (جيتار وغناء)
ديبي بيترسون (طبول وغناء)
فيكي بيترسون (جيتار وغناء)
مايكل ستيل (جيتار باس وغناء)
اعتبارًا من يونيو 2018، تألف الفريق من هوفس وديبي وفيكي بيترسون وعازفة قيثارة المؤسسة أنيت زيلينسكاس.

## ألبومات الفريق
ضوء مختلف (1984) Different Light
في كل مكان (1986) All Over the Place
كل شيء (1988) Everything
ثورة الدمى (2003) Doll Revolution
حبيب الشمس (2011) Sweetheart of the Sun

## الجوائز والترشيحات
1987 جوائز بريت Brit Awards (أكبر جوائز لموسيقى البوب السنوية في المملكة المتحدة): فوز بجائزة أفضل فريق عالمي.
1987 احتفال الفائزين في استطلاع سماش هيتس Smash Hits Poll Winners Party: ترشح لجائزة الفرق الواعدة الجديدة
1987 جوائز الفيديو الأمريكية American Video Awards: فوز بجائزة أفضل أداء لفريق.
1987 جوائز ام تي في للفيديو الموسيقي MTV Video Music Awards: ترشح لجائزة أفضل فريق، وأفضل فيديو، وأفضل تصميم رقصة لأغنية «السير مثل المصريين Walk Like an Egyptian»
1988 جوائز ام تي في للفيديو الموسيقي MTV Video Music Awards: ترشح لجائزة أفضل فيديو من فيلم لأغنية «ظل الشتاء الضبابي Hazy Shade of Winter».
1988 جوائز نيكلوديون من اختيار الصغار Nickelodeon's Kids Choice Awards: ترشح لجائزة أفضل فريق.
1988 جوائز صناعة حفلات بولستار Pollstar Concert Industry Awards: ترشح لجائزة الرائد التالي في الساحة الرئيسية.
1989 احتفال الفائزين في استطلاع سماش هيتس Smash Hits Poll Winners Party: ترشح لجائزة أفضل فريق.
2015 جوائز «هي» تعزف الروك She Rocks Awards: فوز بجائزة الإنجاز لمدى الحياة.

## وصلات خارجية
http://www.thebangles.com/ البانجلز (فريق روك)
https://www.allmusic.com/artist/bangles-mn0000757085 البانجلز (فريق روك)
https://web.archive.org/web/20070311014409/http://www.vocalgroup.org/inductees/the_bangles.html البانجلز (فريق روك)
https://archive.org/details/HardTimesNumber4MaywoodNj/page/n0 البانجلز (فريق روك)